# Telefono Amico Gay
Il Telefono Amico Gay è un servizio di volontariato di ascolto telefonico dedicato in particolare a persone LGBT in crisi o in stato di particolare disagio emozionale. Attualmente in Italia è attivo il numero verde contro omofobia e transfobia Gay Help Line 800 713 713.

## Propositi
Il Telefono Amico Gay condivide scopo e modalità del Telefono Amico e nasce con l'intenzione di dare ascolto, informazione e supporto telefonico specialistico alle persone con problematiche o disagi relativi al loro appartenere alla comunità LGBT, ad esempio omofobia, discriminazione, coming out, outing, identità di genere, problematiche legate alla sessualità ed alle malattie sessualmente trasmissibili (MTS), all'accettazione o all'auto-accettazione dell'omosessualità, della bisessualità, della transessualità e del travestitismo, che possono essere causa o concausa di situazioni di solitudine, violenza, bullismo, mobbing, stalking, problematiche relazionali e familiari, violenza domestica o violenza sessuale e che possono portare paura, ansia, nevrosi, psicosi, se non addirittura spingere al suicidio.

## Gay Help Line
Il numero verde Gay Help Line 800 713 713 è attivo su tutto il territorio nazionale. Il servizio è stato fondato nel 2006. Nel corso degli anni diversi personaggi famosi sono stati testimonial del servizio, tra cui Mara Maionchi. Nel 2016, in occasione dei dieci anni di attività del servizio, è stato realizzato il singolo L'amore merita, certificato disco d'oro. Nel 2020 il servizio ha avuto come testimonial gli attori Greta Ragusa, Pietro Turano, Liliana Fiorelli, Sergio Ruggeri, Federica Zacchia e Vittorio Magazzù. Il servizio è disponibile anche via chat tramite Speakly. Nel 2020 il servizio viene inserito tra le fonti ufficiali dell'Osce per il monitoraggio dei crimini d'odio verso le persone LGBT, attraverso il lavoro svolto da Gay Center, che attualmente gestisce il servizio.

## Etica deontologica
La deontologia professionale impone finalità, principi e metodi secondo le Norme Internazionali e la Carta Nazionale dei Telefoni Amici del 1974 ed il servizio offre gratuitamente ed in forma anonima, ascolto, informazione e supporto alla persona, con riservatezza ed empatia, secondo le modalità del Counseling, nel pieno rispetto dell'individuo e della problematica esposta, apartitico, aconfessionale e non giudicante.